# Hemimycena longicystis
Hemimycena longicystis es una especie de hongo basidiomiceto de la familia Mycenaceae, del orden  Agaricales.